# シャーク・ナイト
『シャーク・ナイト』（原題：Shark Night 3D）は、2011年制作のアメリカ合衆国のパニック・ホラー映画。PG-12指定。
デヴィッド・R・エリスの最後の監督作品である。

## あらすじ
女子大生のサラは、大学の仲間たちと7人で深い緑に囲まれた美しいクロスビー湖にバカンスにやって来た。
さっそく湖でウォータースポーツを楽しむ彼らであったが、仲間のひとりが何かに腕を食いちぎられる。
そこは塩水湖なのだが、いるはずのない獰猛なサメが大量に棲息していたのだった。動揺する一同のもとに地元のダイバー、デニスとその仲間レッドが現れ、救助する。しかし、それは彼らが仕掛けた残酷なショーの始まりだった。

## 登場するサメ
- オオメジロザメ
- シュモクザメ
- ダルマザメ
- イタチザメ
- ホオジロザメ

## キャスト
| 役名           | 俳優                         | 日本語吹替 |
| -------------- | ---------------------------- | ---------- |
| サラ           | サラ・パクストン             | 弓場沙織   |
| ニック         | ダスティン・ミリガン         | 小松史法   |
| デニス         | クリス・カーマック           | 咲野俊介   |
| ベス           | キャサリン・マクフィー       | 下山田綾華 |
| ゴードン       | ジョエル・デヴィッド・ムーア | 長谷川俊介 |
| グレッグ保安官 | ドナル・ローグ               | 天田益男   |
| レッド         | ジョシュア・レナード         |            |
| マヤ           | アリッサ・ディアス           |            |
| マリク         | シンカ・ウォールズ           | 林和良     |
| ブレイク       | クリス・ジルカ               |            |
| カール         | ジミー・リー・ジュニア       |            |

- その他の吹替版キャスト：志田有彩／玉木雅士／志村知幸／野川雅史
- テレビ初回放送：2014年7月10日 テレビ東京『午後のロードショー』
- 日本語版の主題歌はFadeの「In the End」である。[3]